# Довгаль Анатолій Олександрович
Анато́лій Олекса́ндрович До́вгаль (нар. 21 січня 1959, смт Комісарівка, Перевальський район, Луганська область, Українська РСР — 10 червня 2017, с. Павлопіль, Волноваський район, Донецька область, Україна) — український розвідник, старший сержант Збройних сил України, учасник російсько-української війни, позивний «Дід».

## Біографія
Народився 1959 року в смт Комісарівка на Луганщині. За часів СРСР пройшов строкову військову службу в радянській армії. Мешкав у Павлограді, потім у Дніпропетровську. В 2008 році придбав будинок у невеличкому селі Перемога, що підпорядковане Підгородненській міській раді.
Під час російської збройної агресії проти України 14 березня 2016 року уклав контракт на військову службу «до закінчення особливого періоду». Спочатку у військкоматі відмовляли — за віком і станом здоров'я, але Анатолій домігся свого. Після проходження навчання на Яворівському полігоні вирушив на фронт, служив у роті глибинної розвідки.
Старший сержант, розвідник-кулеметник розвідувальної роти 74-го окремого розвідувального батальйону, в/ч А1035, смт Черкаське, Дніпропетровська область.
10 червня 2017 року, успішно відбивши атаку ворога, українські захисники зупинили наступ російсько-терористичних угруповань поблизу с. Павлопіль Волноваського району. Пізно ввечері внаслідок прямого влучення міни у бліндаж на спостережному пункті загинули старший сержант Анатолій Довгаль та молодший сержант Сергій Горо. Тоді ж загинув навідник 10-го мотопіхотного батальйону старший солдат Віталій Звездогляд.
Похований 13 червня на кладовищі міста Підгородне Дніпровського району Дніпропетровської області, на Алеї почесних поховань.
Залишились дружина Ольга Веклюк і син Максим (2011 р. н.), двоє синів від першого шлюбу — Сергій (1978 р. н.) та Анатолій (1985 р. н.), дві онуки.

## Нагороди та вшанування
- Указом Президента України № 12/2018 від 22 січня 2018 року, за особисту мужність і самовіддані дії, виявлені у захисті державного суверенітету та територіальної цілісності України, зразкове виконання військового обов'язку, нагороджений орденом «За мужність» III ступеня (посмертно)[3].